# Лі На Ле
Лі На Ле (кор. 이 나래; нар. 1 січня 1979) — південнокорейська борчиня вільного стилю, срібна та триразова бронзова призерка чемпіонатів Азії, срібна призерка Азійських ігор, учасниця Олімпійських ігор.

## Життєпис
Боротьбою почала займатися з 1998 року.
Виступала за борцівський клуб Пхьончхана. Тренер — Йон Хо Го.

## Спортивні результати на міжнародних змаганнях

### Виступи на Олімпіадах
| Змагання                    | Збірна         | Вагова категорія          | Місце |
| --------------------------- | -------------- | ------------------------- | ----- |
| Літні Олімпійські ігри 2004 | Південна Корея | жіноча боротьба, до 55 кг | 7     |

### Виступи на Чемпіонатах світу
| Змагання                        | Збірна         | Вагова категорія          | Місце |
| ------------------------------- | -------------- | ------------------------- | ----- |
| Чемпіонат світу з боротьби 2001 | Південна Корея | жіноча боротьба, до 56 кг | 4     |
| Чемпіонат світу з боротьби 2003 | Південна Корея | жіноча боротьба, до 55 кг | 17    |
| Чемпіонат світу з боротьби 2005 | Південна Корея | жіноча боротьба, до 55 кг | 21    |

### Виступи на Чемпіонатах Азії
| Змагання                       | Збірна         | Вагова категорія          | Місце  |
| ------------------------------ | -------------- | ------------------------- | ------ |
| Чемпіонат Азії з боротьби 1999 | Південна Корея | жіноча боротьба, до 56 кг | Бронза |
| Чемпіонат Азії з боротьби 2001 | Південна Корея | жіноча боротьба, до 56 кг | 5      |
| Чемпіонат Азії з боротьби 2003 | Південна Корея | жіноча боротьба, до 55 кг | Бронза |
| Чемпіонат Азії з боротьби 2004 | Південна Корея | жіноча боротьба, до 55 кг | Срібло |
| Чемпіонат Азії з боротьби 2005 | Південна Корея | жіноча боротьба, до 55 кг | Бронза |

### Виступи на Азійських іграх
| Змагання           | Збірна         | Вагова категорія          | Місце  |
| ------------------ | -------------- | ------------------------- | ------ |
| Азійські ігри 2002 | Південна Корея | жіноча боротьба, до 55 кг | Срібло |

### Виступи на інших змаганнях
| Змагання                                                    | Збірна         | Вагова категорія          | Місце  |
| ----------------------------------------------------------- | -------------- | ------------------------- | ------ |
| Східноазійські ігри 2001                                    | Південна Корея | жіноча боротьба, до 56 кг | Срібло |
| Олімпійський кваліфікаційний турнір з боротьби 2004 (Туніс) | Південна Корея | жіноча боротьба, до 55 кг | Золото |